# Salaheddine Abou El Ghali
Salaheddine Abou El Ghali (en arabe : صلاح الدين أبو الغالي) est un homme politique marocain affilié au Parti authenticité et modernité (PAM). Il a exercé des responsabilités importantes au sein du parti, dont celle de membre de la direction collégiale en 2024.

## Parcours politique
Lors du cinquième congrès national du PAM en février 2024, un modèle de direction collégiale est instauré avec l'élection d'un triumvirat composé de Fatima Ezzahra El Mansouri, Mohamed Mehdi Bensaid et Salaheddine Abou El Ghali. Cette nouvelle gouvernance vise à favoriser une meilleure coordination entre les instances du parti,.

### Suspension et controverses
En septembre 2024, Salaheddine Abou El Ghali est suspendu par le bureau politique du PAM pour « violations de la charte d'éthique ». Cette décision fait suite à des plaintes judiciaires, notamment celle d'Abderrahim Ben Daou, lui aussi membre du PAM, qui accuse Abou El Ghali d'escroquerie dans une transaction immobilière,.
En réaction, Abou El Ghali dénonce une décision « despotique » et remet en question la légitimité du bureau politique à prendre une telle mesure. Il critique aussi la gestion du parti par Fatima Ezzahra El Mansouri, qu'il accuse de gouvernance unilatérale,.
Le tribunal de première instance de Rabat a ensuite suspendu le versement de son salaire parlementaire lié à la circonscription de Médiouna.